# UFC Fight Night: Swanson vs. Lobov
UFC Fight Night: Swanson vs. Lobov (también conocido como UFC Fight Night 108) fue un evento de artes marciales mixtas organizado por Ultimate Fighting Championship. Se llevó a cabo el 22 de abril de 2017 en el Bridgestone Arena, en Nashville, Tennessee.

## Historia
El evento estelar contó con un combate de peso pluma entre Cub Swanson y Artem Lobov.
En el evento coestelar se enfrentaron Al Iaquinta y Diego Sanchez en un combate de peso ligero.